# 小米手機4c
小米手機4c是小米科技於2015年9月22日發表的機種，搭載Android 5.1、Snapdragon™ 808 六核心 1.8Ghz、2GB 記憶體。